# Hannivka (Consejo de la aldea Hannivka)
Hannivka (Consejo de la aldea Hannivka)  (ucraniano: Ганнівка (Ганнівська сільська рада)) es un pueblo del Raión de Bolhrad en el Óblast de Odesa de Ucrania. Según el censo de 2001, tiene una población de 653 habitantes.